# Авелянеда
Вижте пояснителната страница за други значения на Авелянеда.
Авелянеда (на испански: Avellaneda) е град в Аржентина, провинция Буенос Айрес. Разположен е на брега на река Ла Плата, на 5 км южно от центъра на град Буенос Айрес. Населението му е около 329 000 души (2001).

## Личности
Родени
- Роберто Акуня (р. 1972), футболист
- Карлос Арано (р. 6 май 1980), футболист
- Леандро Карузо (р. 4 юли 1981), футболист
- Сантяго Годой (р. 4 февруари 2001 г.), футболист